# Jean-Pierre Travot
Jean-Pierre Travot   (Poligny, 7 de gener de 1767 - París, 7 de gener de 1836) fou un general i noble francès, fill de Philibert Travot i de Catherine Guodefin.
El 1791, Jean-Pierre Travot ja era un tinent-coronel al batalló de voluntaris del Jura. Convertint-se en ajudant general, va lluitar amb distinció en la Revolta de La Vendée a les ordres del general Hoche. Després de la derrota de Charette, es van enviar una sèrie de columnes per sotmetre el territori, i Travot va rebre el comandament d'una d'ellas. Una de les seves principals gestes en aquest paper va ser la seva captura de Charette el 23 de març de 1796 a la Chabotterie, un èxit que va portar a la seva promoció a general. Va romandre a la Vendée fins al 1802, on les autoritats locals el van apreciar i va lamentar la seva marxa. El consell municipal de Sables-d'Olonne fins i tot va arribar a protestar "contra el seu desplaçament" a Louis Alexandre Berthier, el ministre per a la guerra. Va ser admès a la "Légion d'honneur" el 1803. Va tornar a la Vendée el 1807, quan se li va encomanar el comandament de les tropes recentment amb seu a La Roche-sur-Yon, rebatejat per Napoléon com a prefectura completament nova dins del departament.
A finals de 1807, va dirigir una divisió en la invasió de Portugal sota el comandament de Jean-Andoche Junot. Després d'aquesta expedició va exercir diversos comandaments territorials a França abans de tornar a la península Ibèrica el 1812 al capdavant de la 2a divisió de l'"Armée des Pyrénées". El 1813 es va convertir en baró de l'Imperi i, després, el 1814, durant la retirada de l'exèrcit francès d'Espanya, va participar en la batalla de Tolosa sota el mariscal Nicolas Jean de Dieu Soult, en la qual Arthur Wellesley, 1r duc de Wellington -La força ibèrica va obligar els francesos a retirar-se malgrat una forta resistència. A la caiguda de Napoleó, el general Travot va romandre a l'exèrcit sota la restauració borbònica, tot i ser republicà, però es va reunir a Napoleó al seu retorn al començament del Govern dels cent dies. Napoleó el va convertir en un par de França i el va enviar a la Vendée per a contrarestar la revolta militar realista contra ell. El 16 de maig de 1815, els anglesos van desembarcar armes a Saint-Gilles-sur-Vie i els dies següents, després d'una sèrie d'enfrontaments, Travot va aconseguir confiscar-ne la majoria. Tanmateix, la victòria de Travot a Rocheservière el 21 de juny de 1815 va ser sobretot la que va dificultar l'organització dels realistes. La campanya li va obtenir un reconeixement general, especialment per aturar les massacres a Aiguillon.
Travot va gaudir d'estar a la Vendée i fins i tot va comprar una finca a les Mauges durant 1815, però va patir després de la derrota final de Napoleó a Waterloo, la reimposició de la monarquia borbònica i la reacció realista a la Vendée el 1816. Va arribar davant d'un consell. de guerra presidida per un dels seus enemics, Simon Canuel, que havia lluitat amb els republicans abans de canviar de bàndol als reialistes (fins i tot unir-se als insurgents venecians a Travot havia estat acusat de apallissar durant els Cent dies). En aquestes circumstàncies, el procés de Travot gairebé no es va equilibrar i Canuel va ser particularment esbiaixat, fins i tot fins a arribar a acusar els defensors de Travot de lèse majesté. El judici va acabar amb Travot sent condemnat a mort, després es va commutar a 20 anys de presó. Profundament afectat pel seu empresonament, es va tornar boig i va morir en un asil el 1836. Travot va ser anomenat "virtuós" per voluntat de Napoleó, el seu nom està inscrit a l'Arc del triomf, es van establir estàtues a Poligny i la Roche-sur-Yon, i es va col·locar una placa al seu lloc de naixement.